# Jason Everman
Jason Everman, född den 16 oktober 1967 i Kodiak, Alaska, är en amerikansk militär och före detta musiker. 

## Biografi
Everman flyttade med sina föräldrar till den avlägsna Spruce Island, men föräldrarnas förhållande sprack och tillsammans med modern flyttade han till Washington. Där gifte mamman om sig med en före detta militär inom flottan och de slog sig ned i Poulsbo i Washington, i närheten av Pugetsundet. Efter att Everman tillsammans med en vän sprängt sönder en toalettstol med en M-80-smällare fick han gå i terapi för att lära sig hantera sina känslor. Det var i samband med detta som han började spela gitarr och han medverkade i flera band under tonåren.

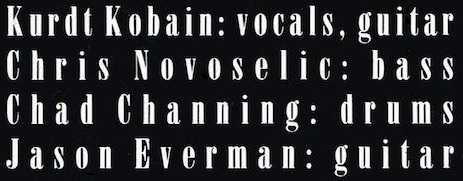
Baksidan av Bleach där Everman står med som kompgitarrist, även om han inte medverkade vid inspelningen av albumet.

Everman blev kompgitarrist i Nirvana i februari 1989. Han nämns som kompgitarrist på baksidan av bandets debutalbum Bleach (1989) och han förekommer även på bild på albumets framsida, även om han inte medverkade under själva inspelningen. Kurt Cobain hävdade att de valde att skriva ut Evermans namn som tack för att han betalade inspelningskostnaderna. Krist Novoselic har också sagt att de valde att skriva ut hans namn eftersom de ville att "han skulle känna sig som en del av bandet". Everman medverkade under ett antal konserter med Nirvana sommaren 1989, men lämnade bandet redan i juli samma år. Under en kortare period  1990 var han basist i Soundgarden, men lämnade bandet innan de fick sitt genombrott. En tid spelade han även i banden OLD och Mind Funk innan han i september 1994 slutade med musiken och tog värvning i U.S. Army Special Forces.